# Boehmeria siamensis
Boehmeria siamensis är en nässelväxtart som beskrevs av William Grant Craib. Boehmeria siamensis ingår i släktet Boehmeria och familjen nässelväxter. Inga underarter finns listade i Catalogue of Life.